# Guerre byzantino-hongroise (1163-1168)
Notes
Suite de la guerre byzantino-hongroise de 1149-1155
Guerre byzantino-hongroise
Batailles
Bataille de Sirmium
La guerre byzantino-hongroise de 1163-1168 fut essentiellement une guerre pour la succession de Géza II, roi de Hongrie. Elle devait opposer le fils ainé de ce dernier, Étienne III, à ses deux oncles, Ladislas et Étienne. Désirant renforcer la frontière nord de l'empire, l'empereur byzantin Manuel Ier Comnène, chercha à s'approprier les territoires de Dalmatie, Croatie et Syrmie qui avaient été donnés comme duché au frère cadet d'Étienne III, Béla. Celui-ci sera envoyé à Constantinople où il prendra le nom d'Alexis et sera fiancé à une fille de Manuel, Marie, devenant ainsi l'héritier présomptif du trône impérial. Toutefois, Étienne III n'entendait pas céder ces territoires à l'Empire byzantin. S'ensuivra une guerre qui se terminera par la victoire complète des Byzantins lors de la bataille de Sirmium le 8 juillet 1167. Les Hongrois perdront alors la Bosnie, la Dalmatie et la Croatie, devront verser un tribut et fournir des troupes sur demande. La mort brutale d'Étienne III le 4 mars 1172, alors qu'il ne laisse pas d'héritier mâle, laisse prévoir un nouveau conflit.

## Contexte historique

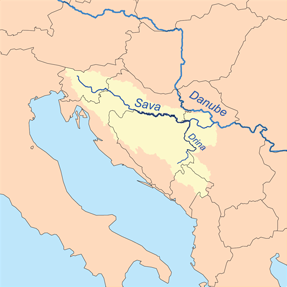
Les bassins respectifs du Danube et de la Save

Se concentrant sur l’Asie mineure mais gardant à l’esprit ses plans pour reprendre l’Italie du Sud et la Sicile, Manuel Ier (r. 1143-1180) avait limité ses efforts dans les Balkans au maintien du statu quo établi par le traité de 1129. Aucun conflit majeur n’avait marqué pendant les deux décennies suivantes les relations avec la Hongrie et avec la Rascie. Elles se dégradèrent lorsque Roger II de Sicile (r. 1130-1154), conscient des visées byzantines sur ses territoires d’Italie et lui-même désireux d’annexer certains territoires byzantins, poussa les Serbes à la révolte. En 1149, comptant sur l’aide des Hongrois, le veliki župan (grand prince) de Rascie Uroš II (r. 1155-1161) menaça les possessions byzantines le long de l’Adriatique. S’ensuivit un conflit impliquant Hongrois, Serbes et Byzantins qui se prolongea jusqu’en 1155 lorsqu’un nouveau traité de paix fut conclu entre Manuel et Géza qui restaurait le statu quo ante bellum. La position de Manuel Ier sortit renforcée de ce conflit : la Hongrie ne constituait plus une menace, la frontière du Danube retrouvait la paix et les Serbes promettaient de ne plus faire alliance avec les Hongrois contre l’empire. Quelques mois avant de mourir, Géza II obtint le renouvellement de la paix signée avec Byzance où s’étaient réfugiés ses deux frères, Ladislas et Étienne; en même temps, il donna à son fils cadet Béla un duché constitué de la Dalmatie, de la Croatie et de la Syrmie. Lorsqu’il mourut, le 31 mai 1162, l’archevêque d’Eztergom, Luc, se hâta de couronner le fils ainé de Géza, Étienne alors âgé de quinze ans, qui prit le nom d’Étienne III ,.

## Rois de Hongrie (1141-1172)
|             | Début du règne  | Fin du règne    |
| Géza II     | 16 février 1141 | 31 mai 1162     |
| Étienne III | 31 mai 1162     | mi-juillet 1162 |
| Ladislas II | mi-juillet 1162 | 14 janvier 1163 |
| Étienne IV  | 14 janvier 1163 | 19 juin 1163    |
| Étienne III | 19 juin 1163    | 4 mars 1172     |

## La lutte pour le trône (1162-1164)

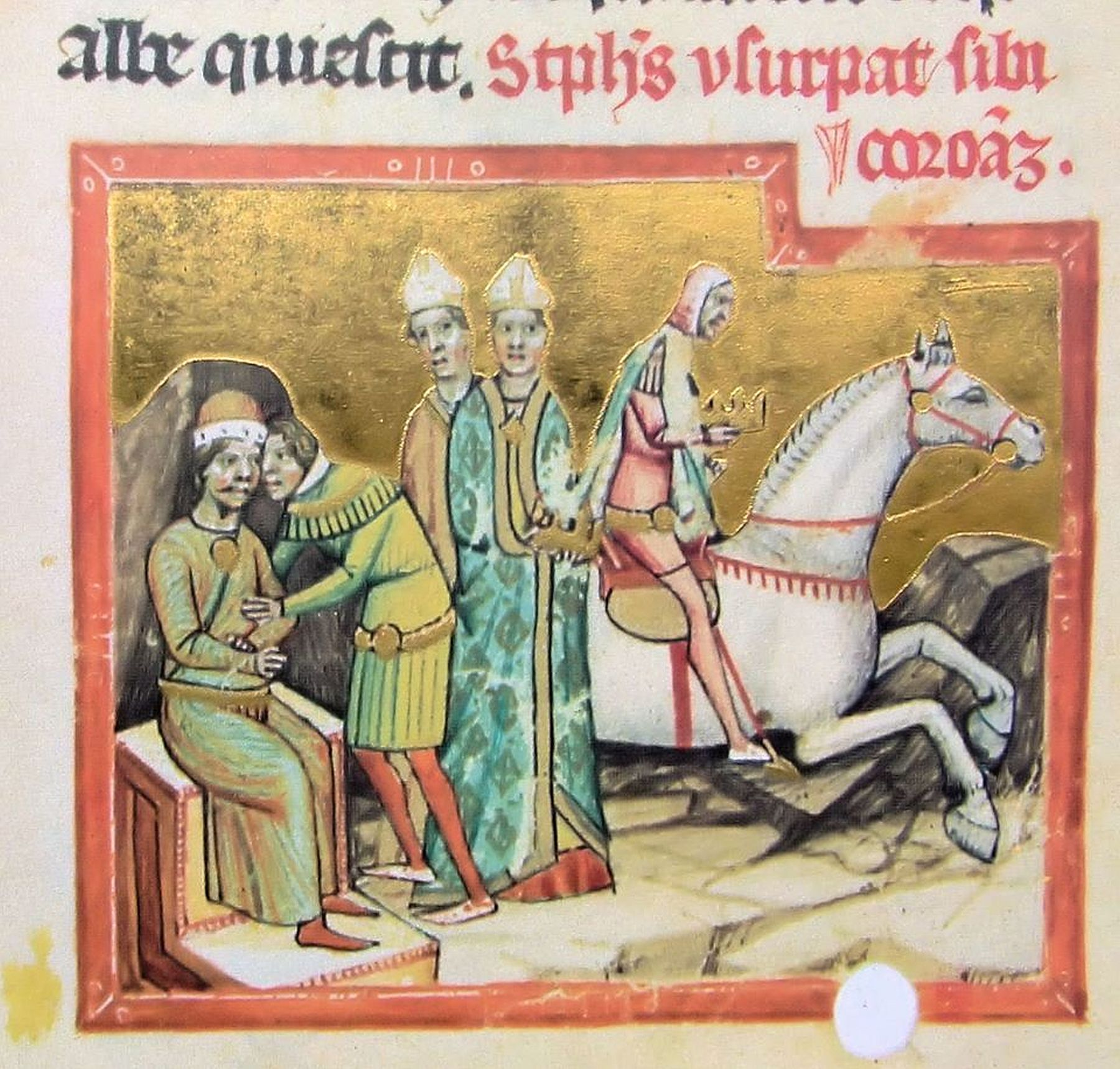
Ladislas II, oncle d’Étienne III, usurpe le trône (Manuscrit Chronicon Pictum, P121).

Étienne III Árpάd était né à l’été 1147 alors que les croisés traversaient la Hongrie, en route vers la Terre Sainte. Louis VII de France, qui commandait en personne l’armée française, avait assisté à son baptême. Selon le témoignage testamentaire d’une Dame Marguerite, « le roi Géza régnait de concert avec son fils, le duc Étienne » en 1552, ce qui permet de penser que le roi avait officiellement désigné celui-ci comme son héritier,.
Cette désignation fut immédiatement contestée par l’empereur Manuel au nom des deux oncles du jeune souverain réfugiés à la cour de Constantinople, lesquels s’étaient déjà opposés dans le passé à l’avènement de Géza II. Fils de Béla II (r. 1131-1141), ils pouvaient s’appuyer selon Cinnamus sur « la loi des Hongrois » qui prescrivait que la couronne devait toujours passer « aux frères survivants » du roi défunt,. Une telle loi existait effectivement chez les peuples slaves, notamment dans la Rus’ de Kiev; en fonction de celle-ci les princes d’une même génération se succédaient sur le trône. De la sorte, si l’ainé venait à mourir, c’est son frère cadet qui lui succédait (généralement jusqu’au quatrième frère) et non le fils ainé du roi défunt, permettant ainsi à chacun des fils d’une même génération de siéger à tour de rôle sur le trône
En apprenant la mort de Géza II, Manuel se prononça immédiatement en faveur du plus jeune des deux frères, le futur Étienne IV, oncle du roi désigné, « parce qu’il accordait une haute valeur à la gouvernance de ce pays » nous dit Jean Cinnamus,. Mais un autre historien byzantin, Nicétas Choniatès, dit plus explicitement que, ce faisant, Manuel espérait « recevoir la possession indiscutée et garantie » de Sirmium et de Zimony (maintenant Zemum en Serbie),, consolidant ainsi la frontière nord de l’empire.
L’empereur Manuel envoya donc une armée en Hongrie; celle-ci avança jusqu’à Haram (maintenant Ram, en Serbie) où ses envoyés entamèrent les négociations avec les seigneurs hongrois. Soudoyés par les Byzantins et craignant que ceux-ci n’envahissent l’ensemble du pays, ceux-ci qui se refusaient à reconnaitre la légitimité d’Étienne IV, finirent par accepter, à titre de compromis, le frère ainé de celui-ci, Ladislas ,. L’armée du jeune Étienne III fut mise en déroute à Kapuvάr. Il dut fuir la Hongrie et chercher refuge en Autriche six semaines à peine après son couronnement. L’archevêque Luc fut l’un des rares à demeurer fidèle au roi déchu et refusa de couronner son oncle,. Il alla même jusqu’à excommunier Ladislas après que celui-ci eût été couronné par l’archevêque de Kalocsa, Mikó,.
D’Autriche Étienne III se dirigea vers Pressburg (aujourd’hui Bratislava, capitale de la Slovaquie) qu’il captura. Sur ces entrefaites Ladislas II mourut après un court règne de six mois le 14 janvier 1163 et fut immédiatement remplacé par son frère cadet Étienne IV,. Toutefois, les rapports étroits entre lui et l’empereur byzantin faisaient craindre aux nobles hongrois qu’il ne soit qu’une marionnette de celui-ci. Étienne III put alors lever une armée auprès de ces mêmes seigneurs à laquelle s’ajoutèrent des mercenaires autrichiens. Il réussit à défaire son oncle à Székesfehérvár le 19 juin 1163,. Étienne IV fut capturé, mais bientôt relâché grâce à l’intervention de l’archevêque Luc,. L’archevêque ainsi que la reine-mère Euphrosyne devaient demeurer les principaux conseillers du monarque pendant tout son règne. Quant à Étienne IV, déposé, après un court séjour dans le Saint-Empire germanique, il se réfugia à Constantinople .

## Guerre avec l’Empire byzantin (1164-1167)

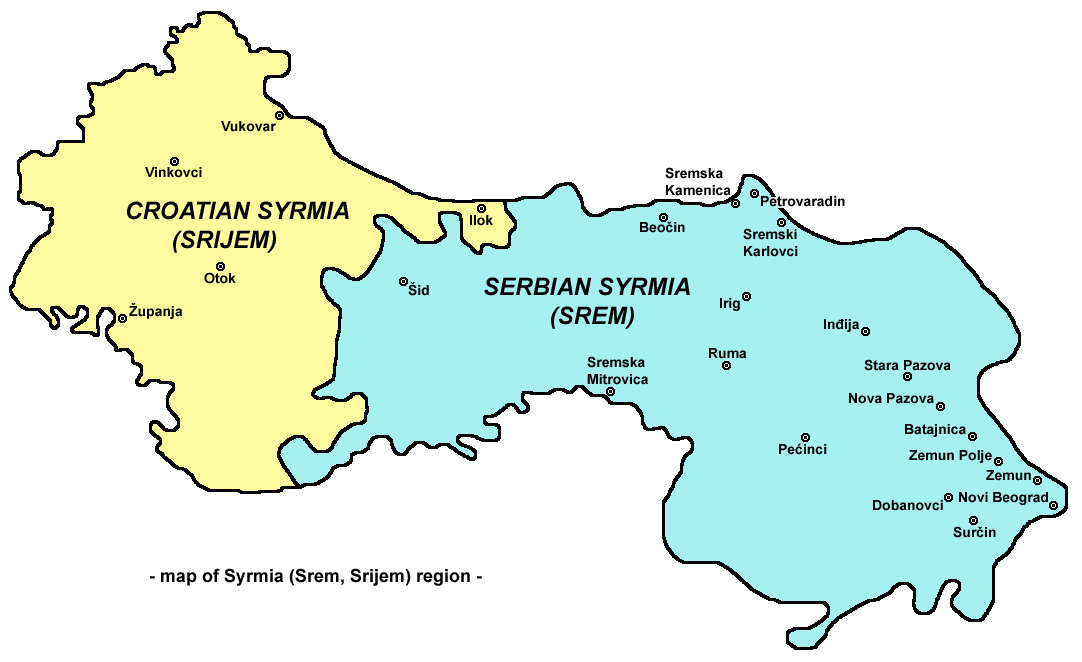
Carte de la Syrmie.

L’empereur envoya alors une armée en Hongrie pour aider Étienne IV à reprendre le trône. Le jeune Étienne demanda assistance à Vladislav II, roi de Bohême, mais sans résulta car les barons de celui-ci refusèrent leur concours. Réalisant l’inutilité de ses efforts, Manuel passa un accord avec Étienne III, aux termes duquel l’empereur reconnaissait ce dernier comme souverain légitime; en revanche Étienne acceptait d’envoyer son frère cadet, Béla, (à qui Géza II avait remis un duché en Dalmatie et Croatie), à Constantinople,. En conséquence, ce dernier arriva à Constantinople fin 1163, prenant à cette occasion le nom d’Alexis, et fut fiancé à la fille de l’empereur, Marie, devenant ainsi le successeur potentiel de l’empereur et faisant miroiter la possibilité de réunir le duché à l’empire byzantin,.
Abandonné par l’empereur Manuel, Étienne IV se tourna vers l’empereur du Saint-Empire romain, Frédéric Ier. À la même époque un groupe de seigneurs et de dignitaires ecclésiastiques hongrois écrivirent au même empereur pour lui signifier qu’ils étaient prêts à reconnaitre sa souveraineté. Étienne III lui envoya également une délégation. Ainsi sollicité de tous côtés, l’empereur Frédéric décida de ne pas intervenir dans le conflit, mais ordonna à ses vassaux, le roi de Bohême, le duc d’Autriche et le margrave de Styrie de surveiller le cours des évènements en Hongrie. Le fils du roi de Bohême, Sviatopluk, épousa cependant la sœur d’Étienne III, Odola, créant un rapprochement de ce côté,,.
Étienne III n’entendait toutefois pas céder le duché à l’empire byzantin et dès l’hiver 1163/1164, il envoya le ban Ampod protéger la Dalmatie et prendre sous sa protection Zara alors soumise à la domination de la république de Venise. De son côté, Étienne IV s’empara de Sirmium où la foule salua son retour,. Accompagné par des troupes de Bohême, d’Autriche et de Halych (Étienne III avait épousé une fille du prince d’Halych, Jaroslav Osmomysl), Étienne III se mit en marche contre lui. Manuel s’apprêtait à partir pour la Cilicie arménienne ; il dut retourner sur le Danube, pénétrant en Hongrie jusqu’à Bάcs (aujourd’hui Bač, en Serbie). Il contacta alors le roi Vladislav le persuadant de négocier un accord avec Étienne III en 1164. Ainsi abandonné par son plus important allié, Étienne III dut renoncer à la Dalmatie, à la Croatie et même à la Syrmie en échange de la promesse de l’empereur de ne plus soutenir son oncle et rival.
L’accord demeura lettre morte ; d’une part, Manuel permit au roi détrôné de demeurer à Sirmium, d’autre part, Étienne III reprit le contrôle de la Syrmie au printemps 1165. L’empereur Manuel allait contrattaquer lorsqu’une rébellion de son cousin Andronic Comnène l’empêcha de revenir sur le Danube. Toutefois il envoya des ambassades aux souverains qui avaient appuyé Étienne III pour leur demander la neutralité dans ce conflit. Le 11 avril 1165, Étienne IV mourut pendant le siège de Zimony, empoisonné semble-t-il par des transfuges à la solde de son neveu. La forteresse tomba aux mains d’Étienne III. S’ensuivit une controffensive byzantine dirigée par l’empereur lui-même qui parvint à reprendre la forteresse pendant qu’un autre corps d’armée envahissait la Bosnie et la Dalmatie,. La flotte vénitienne intervint alors aux côtés des Byzantins en Dalmatie, forçant Zadar à reconnaitre à nouveau l’autorité du doge,.
La paix fut finalement conclue : Étienne III renonçait à la Dalmatie, à la Croatie et à la Syrmie,. Ce nouveau traité ne devait pas empêcher une armée hongroise, sous le commandement de l’ispάn Dénes d’envahir une nouvelle fois la Syrmie au printemps 1166,. Les Hongrois défirent une première armée byzantine avant de s’emparer de l’ensemble de la province à l’exception de Zimony. Désireux d'en finir, Manuel envoya simultanément trois armées contre eux. La première sous le commandement du protostrator Alexios Axuch et de Béla, frère d’Étienne III, fut stationnée sur le Danube afin de faire diversion pendant que les deux autres pillaient la Transylvanie sous les commandements respectifs de Léon Batatzès et de Jean Doukas,. La campagne byzantine causa une telle dévastation dans la partie orientale de la Hongrie qu’Étienne III dut chercher à négocier ; à sa demande, Henri Jasomirgott, duc d’Autriche dont la femme était la nièce de Manuel, négocia un armistice,. Au même moment, une autre armée hongroise envahissait la Dalmatie, capturant Nicéphore Chalouphes, gouverneur byzantin de la province,.
L’empereur Manuel envoya une autre armée à Sirmium et une flotte à Zimony après Pâques 1167. Des problèmes de santé empêchant l’empereur de mener l’armée en personne, celle-ci fut confiée à son neveu, le mégaduc Andronic Kontostéphanos avec ordre de forcer l’armée hongroise commandée par le comte de Bάcs, Dénes (appelé Dionysios dans les sources byzantines), à combattre. Au début de l’été 1167, Andronic parvint à amener les Hongrois au combat près de Sirmium. Sous la pression de Kontostéphanos, les Hongrois sont forcés de reculer. Après avoir capturé le principal train de ravitaillement adverse, les Byzantins font fuir le commandant Dénes. Les troupes hongroises se dispersent et la plupart des fuyards sont tués ou capturés par une flottille byzantine opérant sur la rivière qu'ils doivent traverser pour se mettre en sécurité. Cinq commandants hongrois sont capturés avec 800 soldats. Le jour suivant, l'armée byzantine pille le camp adverse abandonné.

## Le traité de 1167
Devant cette victoire décisive des Byzantins, les Hongrois n'avaient plus qu'à accepter les conditions de leurs adversaires. Ils reconnurent la souveraineté de l’empire sur la Bosnie, la Dalmatie et la Croatie au sud de la rivière Krka et du massif de la Fruška Gora, acceptant également de donner des otages, de payer un tribut aux Byzantins et de fournir des troupes sur demande.
Quant à Béla, il devait perdre non seulement le duché que lui avait transmis Géza II, mais aussi, son titre de « despote » et par conséquent sa position d’héritier du trône : le 10 septembre 1169, un fils naquit de la deuxième union de Manuel. Deux ans plus tard, Manuel proclamait son fils Alexis héritier du trône et rompait les fiançailles de Marie et de Béla/Alexis à qui il fit plutôt épouser sa belle-sœur Agnès d’Antioche. Béla parviendra toutefois à se réconcilier avec le doge de Venise Vitale Michiel et donnera sa nièce Marie comme épouse au fils du doge, Nicolas, le 17 décembre 1167,.
Étienne III de son côté, maintenant allié du roi Vladislav II de Bohême et d’Henri II d’Autriche, épousa la fille de ce dernier, Agnès, en 1167. Mais il mourut brutalement à l’âge de vingt-cinq ans le 4 mars 1172 ; la rumeur publique attribua son décès à un empoisonnement. Ne laissant pas d’enfant survivant, ses successeurs potentiels étaient ses deux frères : Béla qui vivait à Constantinople et Géza qui résidait en Hongrie.
Une nouvelle guerre byzantino-hongroise se profilait à l’horizon.